# Drycothaea spreta
Drycothaea spreta es una especie de escarabajo longicornio del género Drycothaea, familia Cerambycidae. Fue descrita científicamente por Bates en 1885.
Habita en México. Los machos y las hembras miden aproximadamente 8,5 mm. El período de vuelo de esta especie ocurre en el mes de julio.